# Ritratto di giovane (Parmigianino)
Il Ritratto di giovane è un dipinto a olio su tavola (97x82 cm) del Parmigianino, databile al 1529-1530 circa e conservato a Hampton Court.

## Storia e descrizione
L'opera è menzionata per la prima volta con certezza nell'inventario di Whitehall ai tempi di Carlo II d'Inghilterra e successivamente in quello delle collezioni di Giacomo II (1758) al numero 482 e descritto come: «Young Man in black one hand upon his sword by Parmigianino» ("Giovane in nero una mano sulla spada del Parmigianino"). Dal 1817 fu al Castello di Windsor e nel 1947 venne trasferito a Hampton Court.
La datazione ha oscillato anche di molto, tra la fase giovanile (Barocchi, 1957) e quella tarda (Copertini, 1932). La datazione al periodo bolognese, sostenuta da Freedberg (1950) e la Rossi (1980), si basa sulla somiglianza del ragazzo con l'angelo nella Madonna di Santa Margherita, dal volto pieno e ben chiaroscurato. I capelli corti, sono tipici della moda attorno al 1530.
Il ritratto, che venne probabilmente accorciato in basso e a sinistra, è ambientato in una stanza scura, della quale si intravede una porta che dà su una stanza in ombra (non finita), con il ragazzo, un adolescente imberbe a mezza figura, con un'ampia casacca nera da viaggio, che occupa gran parte del dipinto, la camicia di lino bianca con lacci che spuntano dal colletto. Ha una posizione asimmetrica, spostata a destra. Le mani sono molto espressive: una si trova sull'impugnatura della spada legata alla cintura e l'altra è poggiata su un tavolino, con le dita piegate e un impasto cromatico non amalgamato, di grande modernità.
La gamma cromatica ristretta, con una predominanza di neri e grigi, incoraggia lo spettatore a concentrarsi sul volto pallido del soggetto, catturato da una luce intensa, che dà al ritratto un'aria di tensione e di introspezione malinconica.